# Marsellesa Socialista
La Marsellesa Socialista es el himno oficial del Partido Socialista de Chile. Nació en la ciudad de Concepción de forma espontánea bajo la necesidad de tener un himno partidario propio y reforzar la identidad de la tienda. Su letra fue creación de Waldo Pereira, Venancio Yáñez, Elisandro Olavarría, Antenor Vidal Latorre y un estudiante peruano quien propuso cambiarle la letra al himno peruano del APRA, que a su vez se basa en la música y partitura del himno nacional de Francia, La Marsellesa.
El himno se propagó en seccionales por todo el país, hasta que en el III Congreso General Ordinario del Partido en 1936, el himno pasó a ser oficial al repartirse a los delegados la letra del himno penquista.

## Letra
| Contra el presente vergonzante el socialismo surge ya. Salvación, realidad liberante que ha fundido en crisol la verdad, que ha fundido en crisol la verdad. Sellaremos con sangre en la historia nuestra huella pujante y triunfal. El Partido dará a los que luchan digno ejemplo de acción contra el mal. Socialistas a luchar resueltos a vencer, fervor, acción hasta triunfar nuestra revolución. Socialistas a luchar resueltos a vencer, fervor, acción, hasta triunfar nuestra revolución. | Arriba el socialismo obreros que es nuestra liberación Militantes puros y sinceros prometamos jamás desertar. Reafirmemos la fe socialista que es deber sin descanso luchar contra el pulpo del imperialismo que a los pueblos desea atrapar. Socialistas a luchar resueltos a vencer, fervor, acción, hasta triunfar nuestra revolución. Socialistas a luchar resueltos a vencer, fervor, acción, hasta triunfar nuestra revolución. |  |